# Tratado de las Fuerzas Armadas Convencionales en Europa
El Tratado sobre Fuerzas Armadas Convencionales en Europa (FACE) estableció desde 1989 hasta 1992 límites precisos en categorías claves del equipamiento militar convencional en Europa (desde el Océano Atlántico hasta los Urales), y ordenó la destrucción completa del armamento excedente. El Tratado propuso límites iguales para los dos "grupos de Estados", la OTAN y el Pacto de Varsovia.
El 14 de julio de 2007 Rusia comunicó a los países miembros de la OTAN su intención de abandonar el cumplimiento de sus obligaciones dentro del Tratado, efectiva 150 días después.

## Miembros
- Alemania, Armenia, Azerbaiyán, Bielorrusia, Bélgica, Bulgaria, Canadá, Dinamarca, Eslovaquia, España, Estados Unidos, Francia, Georgia, Grecia, Hungría, Islandia, Italia, Kazajistán, Luxemburgo, Moldavia, Noruega, Países Bajos, Polonia, Portugal, Reino Unido, República Checa, Rumanía, Turquía y Ucrania

- Rusia comunicó a los otros firmantes del Tratado su intención de suspender el cumplimiento de ciertas obligaciones del Tratado de FACE.

## Provisiones importantes
Los números de los siguientes tipos de equipamiento militar que ambas partes pueden superar:
- 20.001 carros de combate
- 30.000 vehículos acorazados de combate
- 20.000 piezas de artillería
- 6.800 aviones de combate
- 69.000 helicópteros de ataque

## Suspensión de Rusia
El 15 de julio de 2007 Rusia comunicó a los miembros de la OTAN su intención de suspender el cumplimiento de sus obligaciones dentro del Tratado, hecha efectiva 150 días después, argumentando que esta decisión era el resultado de "extraordinarias circunstancias" concernientes a la seguridad. Probablemente esto es una referencia a los planes norteamericanos de establecer parte de su sistema de defensa antimisiles en Polonia y Chequia, lo cual no sería posible sin la retirada unilateral de los EE. UU. del Tratado sobre Misiles Antibalísticos que evitaba el establecimiento de nuevos emplazamientos de defensa antimisiles en 2002. Otra razón probable es que los miembros de la OTAN se negaron a ratificar el Tratado Adaptado de las Fuerzas Armadas Convencionales en Europa, debido a la continua presencia de tropas rusas sobre suelo moldavo y georgiano; algo que consideran viola las obligaciones asumidas por Rusia en la cumbre de Estambul de 1999, motivo a su vez de la retirada estadounidense de 2002. Sin embargo, hay dudas acerca de la conexión jurídica entre el Tratado Adaptado de las FACE y la retirada rusa de Georgia y Moldavia. La relación entre estos dos temas de seguridad fue también una decisión tomada por los miembros de la OTAN para protestar contra la segunda guerra chechena. Rusia nunca aceptó esta decisión, que fue tomada seis meses después de la cumbre de Estambul.[cita requerida]